# Israel (prenome)
Israel (Hebraico: יִשְׂרָאֵל, Moderno Yīsraʾel Tiberiano Yīsrāʾēl) é um nome masculino de origem hebraica.

## Etimologia
O nome "Israel" deriva do hebraico sara (em hebraico: שָׂרָה; romaniz.: lutar [com]) e el (em hebraico: אֵל; romaniz.: El). Depois que Jacó lutou com o anjo no Livro do Gênesis, o anjo diz que ele se chamaria Israel "porque lutou contra Deus e com os homens e ficou vitorioso".  A interpretação mais difundida é de que o nome representa a contínua luta do povo judeu com Deus e a obrigação que eles têm de explorar sua fé.

## História
A palavra Israel  tem uma grande associação com o judaísmo. No Livro do Gênesis, Jacó, um patriarca hebreu, é renomeado "Israel" por Deus e seus doze filhos tornaram-se os chefes das Doze Tribos de Israel. A Terra de Israel (em hebraico: ארץ ישראל) é mencionada em toda a Bíblia Hebraica como o local onde nações como Israel e Judá ficam. Atualmente, Israel também se refere ao Estado de Israel, que abriga quase metade da população judaica mundial.

## Uso
O nome é popular entre os judeus atuais, especialmente os judeus ortodoxos ou influenciados por eles, e também — embora com menos frequência — entre cristãos. A forma hebraica do nome é Yisra'el, romanizado como Israel em português, espanhol e inglês, e como Yisroel em iídiche ou ladino. Algumas formas diminutivas são Izzy (inglês), Israelito (espanhol), Isser (iídiche), Srul (iídiche), Sruli (iídiche), Srulik (iídiche) e Srulke (iídiche).